# 독립촉성중앙협의회
독립촉성중앙협의회(獨立促成中央協議會)는 1945년 10월 23일에 한국민주당, 한국국민당, 조선공산당, 건국동맹 등 각 대한민국의 정당 단체 200여 명이 모여 조직한 대한민국의 단체이다.

## 출범
이승만이 환국한 직후, 그는 다음과 같은 기자회견으로 이미 모스크바 3상 회의가 일어나기 전부터 우선 각자의 노선이 어떻든지간에 독립부터해서 국제 사회에 합법적이고 승인된 정당한 발언권과 교섭권, 외교권을 가져서 한인들의 주권을 먼저 되찾아야 한다는 취지로 독립촉성중앙협의회를 필요성을 역설하였다.
| “ | 나에게는 (미래에 대한) 어떤 정치적 전망도 아직 없지만, 다만 국내에 여러분과 합동하여 우리가 우리의 손으로, 우리 일을 할 수 있는, 우리 국가를 하루 빨리 세워야 하겠다는 것밖에 없습니다. 우리만 잘 단결되면 내일이라도 우리의 국가를 세워 우리에게 산적한 모든 문제를 의논할 수 있다고 나는 믿습니다. 8월 15일 후 우리 국내에는 50이 넘는 정당이 난립하였다는 소식을 듣고 한심하게 생각합니다. 우리가 당한 문제 중 가장 긴급한 문제는 완전 독립이 아니겠습니까? 그러자면 하루 빨리 뭉쳐야할 줄 압니다. 헌데 뭉치어 우리 국가를 찾자면 총선거를 단행하여 새 국가를 세워야 할 것입니다. 그런 후에 서로 한 자리에 앉아 흉금을 터놓고 여러가지를 논의할 수 있으며 논의한 후 인민의 총의(總意)에 의하여 어떻게든지 해결할 수 있다고 생각하며, 연합군도 우리 인민의 총의에 의하여 결정되면 우리를 무시할 수 없을 것입니다. | ” |

1945년 10월 20일, 미 국무성 극동국장 존 카터 빈센트(John Carter Vincent)가 한국에 신탁 통치를 실시할 가능성에 대하여 미 의회에서 공개적으로 시사한 이후, 이승만은 강대국의 이러한 식민지 정책을 저지하기 위하여 민족 전체가 하나로 대동 단결할 것을 호소했고, 모든 민족 진영이 단합할 수 있는 그릇으로서 독립촉성중앙협의회를 구성할 필요성을 절감하게 되어 1945년 10월 23일, 조선호텔에서 65개 단체 대표들과 여러 정당 대표 200명이 참석한 가운데 결성되었다. 약칭 독촉.
1945년 10월 23일, 오후 2시부터 오후 4시까지 서울에 있는 조선호텔에서 이승만은 안재홍, 원세훈 등 각 정당대표 등 200명을 모아서 회합을 개최하였다. 이 자리에서 이승만은 김구의 귀국이 늦어지는 것에 대해서 유감을 표시했다. 이후, 각정당행동통일위원회(各政黨行動統一委員會), 대한신민당(大韓新民黨), 신조선당(新朝鮮黨), 대한민국국민당(大韓民國國民黨), 조선공산당, 귀일당(歸一黨), 대한민국인민정치당(大韓民國人民政治黨), 대한민정당(大韓民政黨), 학병동맹(學兵同盟), 조선국민당, 한국민주당, 건국동맹와 각 청년단체 대표는 대체로 이승만에 감사의 뜻을 표하고 통일문제 등을 이승만에 일임한다는 의견을 표하였다. 다만 공산당(共産黨), 학병동맹(學兵同盟) 등 4~5단체에서는 상당히 강경한 의견도 있어 인민공화국이 우리나라의 총의에 가깝다고 주장하기도 하였다. 안재홍의 제안으로 독립촉성중앙협의회라 칭하고 이승만이 회장에 추대되었으며 이에 만장일치로 찬성하였다.
신탁 통치에 대한 여론이 미국 정계를 주름잡게 되자, 1945년 11월 2일, 천도교 강당에서 이승만의 사회로 안재홍, 여운형, 박헌영, 이갑성 등 각 정당 단체들이 모여 미국과 소련에 다음과 같은 결의문을 발송하게 하였다.
1. 총선거를 통한 즉시 독립
2. 38선의 철폐
3. 신탁 통치 반대

## 해체
1952년 독립촉성중앙회는 이름을 자유당으로 바꿨다. 그런데 원내와 원외가 생각이 달라서 '원외 자유당'과 '원내 자유당'이 생겨났지만, 두 자유당 모두 당수는 이승만이었다.

## 참고 자료
- 《자유신문》(1945년 10월 24일, 1945년 11월 3일) 및 《매일신보》(1945년 10월 25일)

1. ↑  李元淳. 《人間 李承晩》 1965판. 新太陽社. p. 262쪽.
2. 1 2  許政. 《雩南 李承晩》 1970판. 太極出版社. p. 214쪽.
3. ↑  참석자: 이현상
4. ↑  참석자: 안재홍
5. ↑  참석자: 원세훈
6. ↑  참석자: 이걸소(李傑笑)